# Ефрусі Софія Йосипівна
Сура-Аронс (Софія) Йосипівна Ефруссі, у шлюбі Лазаркевич (1874—1957) — учасниця революційного терору в Російській імперії на початку XX століття, членкиня Партії соціалістів-революціонерів (есерка) та її Бойової організації.

## Біографія
Про ранні роки Сури-Аронс Ефруссі відомо мало, швидше за все, народилась в Кишиневі (нині — Молдова). Походила з єврейської родини Ефрусі, її брат і сестра — відомі науковці. Заарештовувалася як членкиня партії есерів з 1905. Член Бойової організації партії есерів (1907—1911).
|  | ...Подальша доля осіб, заарештованих 17 березня, була такою. Звинувачення, що виникло проти Басова, Агапова (Дулебова), Подвицького, Шиллєрова, Волошенко-Івановської, Моїсеєнка, Сергія Барикова, Надії Барикової, Мойсея Шнеєрова, Якова Загороднього, Ганни Надєждіної, Мойсея Новомейського, Михайла Шергова, Ефруссі та Фейги Кац, було припинено від 7 жовтня, а звинувачення стосовно Леонтьєвої - "за душевною хворобою", як сказано в офіційному документі. Усі вони, крім Агапова (Дулебова), котрий хворів-страждав у Петропавлівській фортеці нервовим розладом, було звільнено. У бойову організацію з них повернулися лише Моїсеєнко та Шиллеров. Ефруссі взяла участь у терорі набагато пізніше, у 1907 році... |

Також у журналі «Билоє» згадується як прихильниця анархізму.
Працювала викладачкою арифметики у Кишинівському жіночому єврейському професійному училищі Єврейського колонізаційного товариства.
Одружилася з Никифором Лазаркевичем, також есером. Згодом подружжя емігрувало спочатку до Франції, а потім до США.

## Родина
- Чоловік — Никифор Олександрович Лазаркевич — журналіст, хімік та член партії есерів (партійний псевдонім «Фор»; 1877—1871).

|  | ... Чудові наукові статті вивчився писати Лазаркевич - хороший з нього популяризатор вийде: він не так блищить, як Лункевич, але, здається мені, глибше за нього, а простий чудово. |

- Брат — російський економіст і журналіст Борис Йосипович (Бенціон Йоселевич) Ефрусі (1865—1897).
- Сестра — Поліна (Перл) Йосипівна Ефруссі (також нім. Perla Ephrussi; 1876 — 1942) — радянська психологиня та педагогиня, доктор філософських наук, професор ленінградського Інституту з вивчення мозку та психічної діяльності.